# 纪元 1602
《纪元 1602》是1998年建造與經營模擬遊戲，對應Microsoft Windows平台。遊戲是美麗新世界系列開山之作，由Max Design開發、向日葵娱乐互动软件發行。遊戲設定於近世，玩家在小島殖民地上管理資源、進行探索、開展外交與貿易。遊戲尝试实现“渐进式”人工智能，即游戏节奏会随着玩家行动速度而变化。
英國《PC Gamer》雜誌為遊戲打出81/100分。